# Bahnstrecke Saarbrücken–Sarreguemines
| Streckennummer (DB): | 3251                                                   |                                                  |                                                  |
| Streckennummer (SNCF): | 163 000                                                |                                                  |                                                  |
| Kursbuchstrecke (DB): | 684 639 (1985)                                         |                                                  |                                                  |
| Kursbuchstrecke: | 265a (SB Hbf – Hanw-Bad R 1946) 284 (1944) 235f (1937) |                                                  |                                                  |
| Streckenlänge: | 17,9 km                                                |                                                  |                                                  |
| Spurweite: | 1435 mm (Normalspur)                                   |                                                  |                                                  |
| Stromsystem: | 15 kV/16,7 Hz ~                                        |                                                  |                                                  |
| Maximale Neigung: | 9,6 ‰                                                  |                                                  |                                                  |
| Minimaler Radius: | 300 m                                                  |                                                  |                                                  |
| |                                                        |                                                  |                                                  |
| \| \| \| Saarstrecke von Karthaus \| \| \| \| 0,0 \| Saarbrücken Hbf (Bft) \| 208 m \| \| \| 1,0 \| Saarbrücken Hbf So (Bft) \| Saarbrücken Hbf So (Bft) \| \| \| 2,7 \| Saarbrücken Ost \| 200 m \| \| \| \| nach und von Homburg \| \| \| \| \| Saarbahn von Walpershofen Mitte \| \| \| \| 4,4 \| Brebach \| 194 m \| \| \| 6,5 \| Güdingen \| 194 m \| \| \| 8,7 \| Bübingen \| 195 m \| \| \| 11,2 \| Kleinblittersdorf \| 196 m \| \| \| 13,1 \| Auersmacher \| 196 m \| \| \| 16,0 \| Hanweiler-Bad Rilchingen \| 202 m \| \| \| 16,9 1,0 \| Saar, Grenze zwischen Deutschland und Frankreich \| Saar, Grenze zwischen Deutschland und Frankreich \| \| \| \| von Béning \| \| \| \| 0,0 \| Sarreguemines \| 202 m \| \| \| \| nach ← Berthelming, → Bitsch und Zweibrücken \| \| \| \| \| nach Straßburg \| \| |                                                        |                                                  |                                                  |
| |                                                        | Saarstrecke von Karthaus                         |                                                  |
| Bahnhof | 0,0                                                    | Saarbrücken Hbf (Bft)                            | 208 m                                            |
| Bahnhof | 1,0                                                    | Saarbrücken Hbf So (Bft)                         | Saarbrücken Hbf So (Bft)                         |
| ehemaliger Haltepunkt / Haltestelle | 2,7                                                    | Saarbrücken Ost                                  | 200 m                                            |
| Abzweig geradeaus, nach links und ehemals von links |                                                        | nach und von Homburg                             | nach und von Homburg                             |
| Abzweig geradeaus und von rechts |                                                        | Saarbahn von Walpershofen Mitte                  | Saarbahn von Walpershofen Mitte                  |
| Bahnhof | 4,4                                                    | Brebach                                          | 194 m                                            |
| Haltepunkt / Haltestelle | 6,5                                                    | Güdingen                                         | 194 m                                            |
| Haltepunkt / Haltestelle | 8,7                                                    | Bübingen                                         | 195 m                                            |
| Bahnhof | 11,2                                                   | Kleinblittersdorf                                | 196 m                                            |
| Haltepunkt / Haltestelle | 13,1                                                   | Auersmacher                                      | 196 m                                            |
| Bahnhof | 16,0                                                   | Hanweiler-Bad Rilchingen                         | 202 m                                            |
| Grenze auf Brücke über Wasserlauf | 16,9 1,0                                               | Saar, Grenze zwischen Deutschland und Frankreich | Saar, Grenze zwischen Deutschland und Frankreich |
| Abzweig geradeaus und von rechts |                                                        | von Béning                                       | von Béning                                       |
| Bahnhof | 0,0                                                    | Sarreguemines                                    | 202 m                                            |
| Abzweig geradeaus, ehemals nach links und ehemals nach rechts |                                                        | nach ← Berthelming, → Bitsch und Zweibrücken     | nach ← Berthelming, → Bitsch und Zweibrücken     |
| |                                                        | nach Straßburg                                   |                                                  |

Die Bahnstrecke Saarbrücken–Sarreguemines, auch als Obere Saartalbahn bezeichnet, ist eine zweigleisige Hauptbahn, die von Saarbrücken über Kleinblittersdorf nach Sarreguemines (deutsch Saargemünd) führt und dabei der Saar folgt.

## Geschichte
Am 9. März 1867 wurde vom zuständigen preußischen Ministerium ein Gesetz zum Bau der Strecke erlassen. Der Staatsvertrag zwischen Preußen und Frankreich zum Bau des Grenzüberganges bei Saargemünd wurde am 18. Juni 1867 geschlossen. Die Strecke war bereits 1869 fertig, da jedoch die Anschlussstrecke von Saargemünd nach Hagenau noch im Bau war, passierte erst am 23. Mai 1870 die erste Lokomotive die Preußische Brücke zwischen Hanweiler und Saargemünd.
Am 1. Juni 1870 wurde die Strecke in Anwesenheit von deutschen und französischen Regierungsvertretern feierlich eröffnet. Im Bahnhof Saarbrücken spielten preußische und französische Militärkapellen nebeneinander. Bereits wenige Wochen später, am 16. Juli 1870, verließ der vorerst letzte Personenzug Saargemünd, von Franzosen mit Steinwürfen verabschiedet.
Die Strecke sollte ursprünglich Teil einer großen, von Brüssel über Saarbrücken nach Basel führenden Eisenbahnstrecke werden. Nach dem Deutsch-Französischen Krieg 1870–1871 verlor dieser Plan seine Bedeutung, nachdem die Bahnstrecke Luxemburg–Metz–Basel vollständig in deutschen Besitz kam. In den 1940er Jahren gab es noch eine Schnellzugverbindung Köln-Straßburg, doch hatte die Strecke für den Fernverkehr schon lange keine größere Bedeutung mehr.
Am 20. Juni 1960 wurde als eine der ersten Strecken im Saarland der elektrische Betrieb bis zum Bahnhof Brebach aufgenommen. Erst am 11. September 1981 wurde auch der Abschnitt bis zur Staatsgrenze bei Hanweiler-Bad Rilchingen elektrifiziert. Ab September 1983 war dann durchgehend elektrischer Betrieb bis in Gleis 1 des Bahnhofs Sarreguemines möglich. Da der übrige Bahnhof nicht elektrifiziert ist, kann ohne Systemwechselstelle mit deutscher Oberleitungsspannung gefahren werden. Das zweite Streckengleis zwischen Hanweiler und Saargemünd wurde dabei wegen Platzmangels auf der Preußischen Brücke zurückgebaut.
Seit 1997 wird die Strecke im Schienenpersonennahverkehr von der Saarbahn bedient. Des Weiteren verkehren Regional-Express-Züge zwischen Saarbrücken und Straßburg, welche auf der Strecke nur in Saarbrücken Hbf und Saargemünd halten.
Ursprünglich war auf der Strecke zwischen den Bahnhöfen Bübingen und Güdingen der Haltepunkt Bübingen Nord geplant. Dieser war schon im Fahrplan und in Planung, wurde aber aufgrund der Kosten aufgegeben. Auch die Deutsche Bahn kündigte den Bahnhof an.

## Streckenbeschreibung
Beginnend am Saarbrücker Hauptbahnhof, verläuft die Strecke zunächst parallel zur Pfälzischen Ludwigsbahn bis zum Haltepunkt Saarbrücken Ost. Dieser Haltepunkt wird nur noch auf den Gleisen 1 und 2 genutzt und ist für Züge Richtung Saargemünd kein planmäßiger Halt mehr. Hier zweigt die Strecke südlich ab. 1997 wurde ein Streckengleis zwischen Saarbrücken Ost und Brebach zurückgebaut, um für die Einfädelung der Saarbahnstrecke am Römerkastell Platz zu schaffen. Bis 1945 gab es am Römerkastell auch einen Abzweig zur Pfälzischen Ludwigsbahn, der allerdings nach kriegsbedingter Zerstörung einer Straßenbrücke nicht mehr aufgebaut wurde. Der Bahnhof Brebach war bis 2015 noch für die Bedienung der Halbergerhütte zuständig, 2015 wurde der Gleisanschluss zur Halbergerhütte zurückgebaut. Auf den umfangreichen Gleisanlagen werden hier auch die Stadtbahnwagen abgestellt. Bis in die 1990er Jahre hinein wurden von Brebach aus auch die Gleisanschlüsse des Heizkraftwerkes Römerbrücke, des Großmarktes und einiger Privatfirmen bedient. Eigens für die Bedienung der Deutschlandzentrale von Peugeot im Stadtteil Güdingen/Unner wurde 1975 eine Eisenbahnbrücke über die Saar gebaut. Im Herbst 2005 wurden außer dem Gleisanschluss zur Halbergerhütte alle Anschlussgleise zurückgebaut. Die Saar-Brücke wurde bereits 2003 stillgelegt.

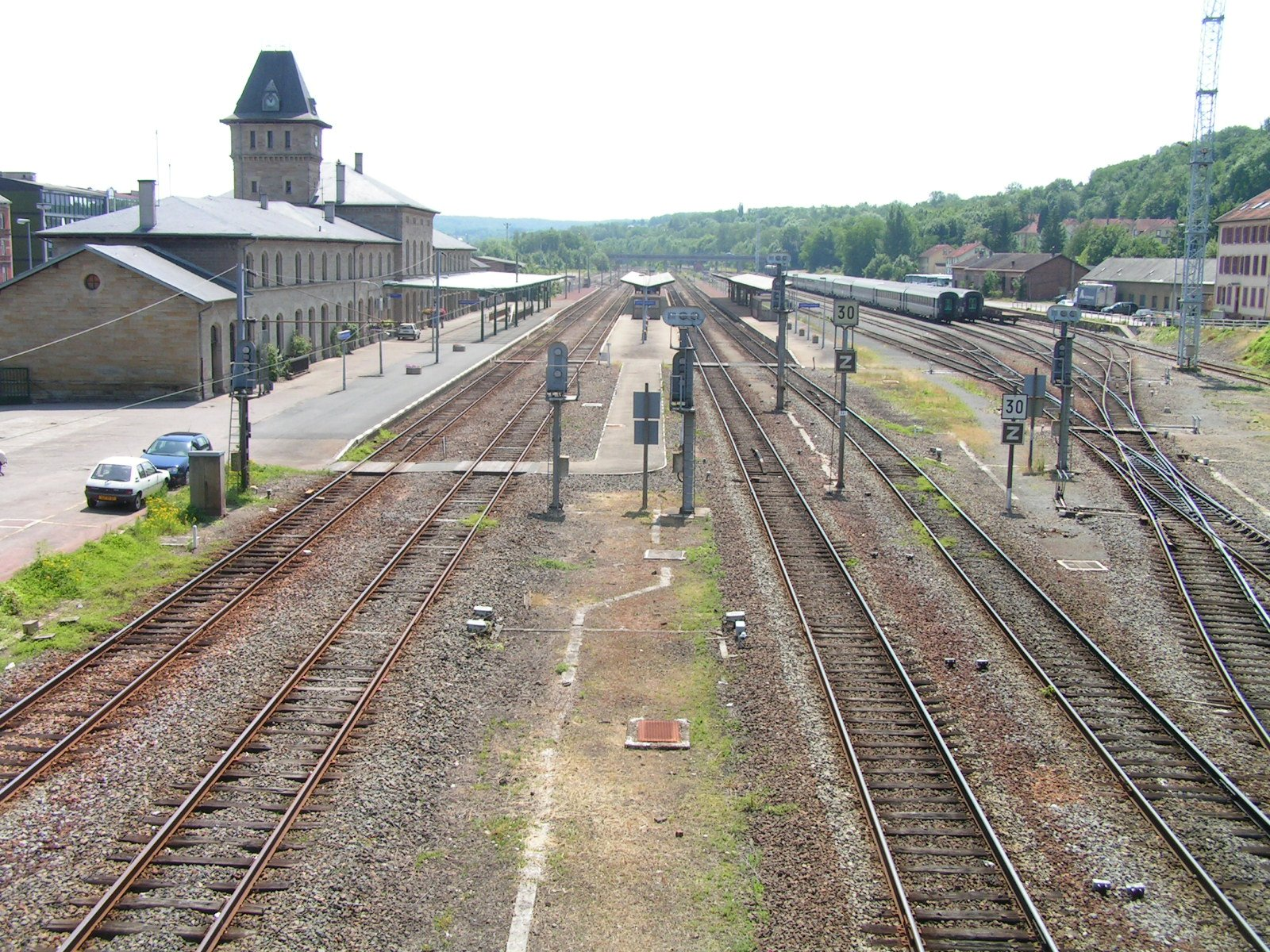
Blick auf den Bahnhof Sarreguemines. Links Gleis A mit 15-kV-Fahrleitung (DB-System)

Hinter Brebach folgt die Strecke in Sichtweite der Saar. Das Empfangsgebäude des Haltepunktes Güdingen wurde 2006 abgerissen. In Bübingen gab es ebenfalls einige Gleisanschlüsse, die 2007 aber auch stillgelegt wurden. Für die Bedienung der Anschlüsse existierten mit den Weichen 100, 101, 102, 103 und 104 insgesamt fünf handbediente Weichen. An den Enden der insgesamt 3 Ausziehgleise befanden sich jeweils ein Gleisabschluss. Belieferte Industriebetriebe waren früher lt. Eintragungen in entsprechenden Gleisplänen u. a. die Firmen Deutsche See, Fulmen, Hukla, Menn und Siemens. Noch bis in die 1990er Jahre hinein erfolgte die Bedienung einzelner Betriebe mit einem Übergabezug, der mit einer Lok der DB-Baureihe V 60 bespannt war. Bis zum Zeitpunkt der Erneuerung der Bahnübergangssicherung im Bahnhof Bübingen war das dortige Empfangsgebäude durch einen Schrankenwärter besetzt. Bis zur offiziellen Betriebsaufnahme der Saarbahn wurden durch den Schrankenbediener sogar noch handschriftlich gefertigte Fahrkarten verkauft. In früheren Jahren griff man in Bübingen auf für häufig nachgefragte Relationen auf vorgefertigte Edmondsonsche Fahrkarten zurück. Das Gebäude wurde im Zuge der Renovierung der Verkehrsstation im Sommer 2023 abgerissen. Der Bahnhof Kleinblittersdorf wurde in den vergangenen Jahren umgebaut und um ein drittes Gleis (Stumpfgleis) erweitert, damit auch Saarbahnzüge in Doppeltraktion hier wenden können. Das Bahnhofsgebäude befindet sich nunmehr in Privatbesitz. Die neuen Bahnsteige wurden einige Meter nach Süden verlegt und mit einem modernen Busbahnhof kombiniert. Auch hier wurden frühere Privatgleisanschlüsse inzwischen beseitigt. In Auersmacher befindet sich das Kalkwerk von Saarstahl, von dem aus einige Kalkzüge nach Dillingen verkehrten. Nach über 80 Jahren fuhr am 30. Dezember 2017 der letzte planmäßige Kalkzug auf dieser Relation, da die Dillinger Hütte ihren Kalk nun vollständig aus Frankreich bezieht. Eigens für die Rangierarbeiten wurde hier noch eine Kleindiesellok der Firma RST aus St. Ingbert vorgehalten welche meist an einem Kopfgleis in Auersmacher abgestellt stand.
Der Bahnhof Hanweiler war früher Grenzbahnhof, hat aber heute die meisten seiner Gleisanlagen verloren. Bereits vor dem Bahnhof wird die Strecke eingleisig und überquert auf der Preußenbrücke die Saar und die Grenze zu Frankreich. Im Bahnhof Sarreguemines endet die Strecke auf Gleis 1 am Hausbahnsteig.

## Verkehr
Schwerpunkt ist die Bedienung des Nah- und Regionalverkehrs an der Oberen Saar. Es gab zudem jahrzehntelang mehrmals täglich Eilzugverbindungen zwischen Saarbrücken und Straßburg. Bis in die 2000er Jahre kamen bei den durch die SNCF durchgeführten Fahrten bis nach Strasbourg Triebwagen der Baureihe SNCF X 4300 zum Einsatz. Bis in die Mitte der 1990er Jahre bestand ein Umlauf dieser Baureihe aus einer Zugleistung, die als Nahverkehrs-Zug N 7388 um kurz nach 6:00 Uhr von Sarreguemines nach Saarbrücken Hbf fuhr und dort nach kurzem Aufenthalt als Eilzug nach Strasbourg zurück fuhr. Heute wird der Nahverkehr von der Saarbahn durchgeführt. Nur in der Saarbahn gilt (auch grenzüberschreitend) die Behindertenfreifahrt. Der Regionalverkehr von Saarbrücken über Saargemünd nach Straßburg wird mit baugleichen deutschen und französischen Triebwagen der Baureihe 641 der DB beziehungsweise X 73900 der SNCF abgewickelt. Mittelfristig soll eine direkte Regionalzugverbindung Saarbrücken – Sarreguemines – Strasbourg eingerichtet werden, für die Züge des Typs Alstom Coradia Polyvalent zum Einsatz kommen. Auch die Saarbahn soll ab 2025 neue Triebwagen erhalten, welche die dann bereits bis zu 28 Jahre lang verkehrenden Züge ersetzen werden.
Heute findet auf der Strecke kein planmäßiger Güterverkehr mehr statt.